# Theo Walcott
Theo James Walcott (Londres, Inglaterra, 16 de marzo de 1989) es un exfutbolista británico que jugaba como delantero.
El 30 de mayo de 2006 se convirtió en el jugador más joven en debutar con la selección de fútbol de Inglaterra al jugar contra Hungría con 17 años y 75 días. También ostenta el récord del jugador más joven en anotar un hat-trick por la selección en septiembre de 2008, cuando contaba con 19 años y 178 días, logrando la victoria de 4-1 frente a Croacia. Ese mismo año, llamó la atención de los medios al ser incluido de manera sorpresiva en el equipo definitivo inglés para disputar la Copa Mundial de Fútbol de 2006.

## Trayectoria

### Inicios
Walcott nació en Stanmore, Londres pero creció en Compton, Berkshire. Asistió a la escuela primaria de Compton Church y The Downs School y jugó por un equipo local y luego por el extinto Newbury. Walcott convirtió más de 100 goles en su primera y única temporada en Newbury y se marchó al Swindon Town. Estuvo seis meses en el club y se unió al Southampton luego de rechazar una oferta del Chelsea.

### Southampton
Entre 2004 y 2005, permaneció en el conjunto juvenil del Southampton que llegó a la final de la FA Youth Cup ante Ipswich Town. Fue el futbolista más joven en jugar por la reserva del Southampton. Tenía 15 años y 175 días cuando jugó frente al Watford en septiembre de 2004. Sin embargo, no jugó en la Premier League pues Southampton descendió a la Championship a fines de la temporada 2004/05.
Antes del inicio de la siguiente campaña, Walcott hizo la pretemporada con el equipo en Escocia, dos semanas después de dejar el colegio. El joven delantero se convirtió en el jugador más joven en la historia del Southampton en realizar una aparición por el primer equipo. Walcott tenía 16 años y 143 días cuando entró al campo de juego en el empate sin goles frente al Wolverhampton, ya en la Football League Championship.
El 18 de octubre de 2005, anotó su primer gol, frente al Leeds United. Cuatro días después, le anotó otro al Millwall y el siguiente fin de semana, le hizo otro al Stoke City. A fines de 2005, Walcott fue nominado al premio de deportista joven del año por BBC Sport.

### Arsenal

#### Temporada 2005-06
El 20 de enero de 2006, fue transferido al Arsenal por una suma de 12 millones de libras esterlinas. Firmó un precontrato con los 'Gunners' pues en ese momento aún no tenía la mayoría de edad (17 años). En el transcurso, recibió la camiseta con el número 32.

#### Temporada 2006-07

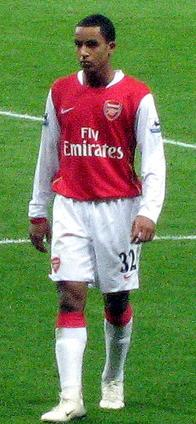
Walcott en el año 2007.

Luego de su sorpresiva y controversial convocatoria al equipo inglés que participó en la Copa Mundial de Fútbol de 2006, Walcott debutó con una asistencia incluida en la Premier League por la primera jornada de la campaña, frente al Aston Villa, el 19 de agosto de 2006.
Debutó en la Liga de Campeones en el segundo encuentro por la tercera ronda frente al Dinamo Zagreb de Croacia. De esta manera se convirtió en el jugador más joven del Arsenal en aparecer en un torneo europeo, récord que ahora ostenta Jack Wilshere. Arsenal ganó 2 a 1, con Walcott dando el pase para el segundo gol de los 'Gunners'. Al final del año 2006, BBC Sport nombró a Walcott como el deportista joven del año.
El 25 de febrero de 2007, Walcott anotó su primer gol con el Arsenal en la final de la Copa de la Liga de 2007 frente al Chelsea. Pese a estar abajo en el marcador Didier Drogba, convirtió dos tantos, dándole vuelta al partido y quedándose con el título. Al cierre del encuentro se produjo una bronca entre los jugadores de ambos equipos.

#### Temporada 2007-08
Hizo 2 goles y una asistencia en la goleada sobre el Slavia Praga en Londres (7-0) y otros dos en la Premier League frente a Birmingham, el 23 de febrero de 2008. Terminó la temporada con siete goles y cinco asistencias en todas las competiciones disputadas con el Arsenal, en una suma total de 39 encuentros. Se le recuerda una gran jugada contra Liverpool en cuartos de final de la Liga de Campeones llevando el balón de área a área con gran categoría y asombrosa velocidad.

#### Temporada 2008-09
Luego de ciertas comparaciones con Thierry Henry, Walcott recibió la camiseta 14 para la temporada 2008/09. En esta campaña, Walcott se estableció como titular, iniciando varios juegos como centrocampista por derecha o extremo. En septiembre de 2008, Arsène Wenger confirmó que Tottenham, Chelsea y Liverpool estaban interesados en Walcott cuando tenía 16 años. El 18 de octubre, Walcott anotó su primer gol en la temporada frente al Everton, encuentro que ganaron por 3–1 pese a ir perdiendo por el gol de Leon Osman. Tres días después, Walcott anotó otro al Fenerbahçe.
El 18 de noviembre, Walcott se dislocó el hombro derecho en un entrenamiento con la selección. Se recuperó en abril de 2009, anotándole al Wigan y luego al Villarreal con una elegante vaselina a los 10 minutos del compromiso. Arsenal ganó 4-1 en el agregado.
En el siguiente cotejo, por la semifinal de la FA Cup contra Chelsea, Walcott puso al Arsenal arriba en el primer tiempo; sin embargo, perdieron 2–1. En general, tuvo una destacada actuación participando en 35 partidos entre Liga y Copa, marcando 6 goles y asistiendo en 4 ocasiones.

#### Temporada 2009-10
La campaña 2009-10 de Walcott se vio afectada por lesiones y molestias al hombro, espalda, rodilla, entre otras. Recién jugó su primer partido completo el 9 de diciembre de 2009. En medio de las críticas, el 6 de marzo de 2010, Walcott le anotó al Burnley en la victoria por 3–1 para adelantar al Arsenal en el marcador, dando una buena actuación.
El 31 de marzo, Walcott anotó el primero de los dos tantos con los que Arsenal empató 2-2 con Barcelona en el partido de ida por los cuartos de final de la Liga de Campeones. Debido a su gran actuación, Arsène Wenger, puso a Walcott en el once titular para el partido de vuelta. Arsenal se eliminó al perder 4-1 en el Camp Nou, con Walcott asistiendo a Nicklas Bendtner, quien abrió el marcador.

#### Temporada 2010-11
El inicio de Walcott en la temporada 2010-11 fue particularmente positivo. En agosto fue elegido como el EA SPORTS jugador del mes del Arsenal. El 21 de agosto de 2010, Walcott anotó el primer hat-trick de su carrera a nivel de clubes, frente al recién ascendido Blackpool en la victoria en casa por 6–0. Al inicio de la temporada, Walcott tuvo un alto porcentaje de goles anotados. Luego de jugar frente a Newcastle el 28 de octubre, se calculó que llegó a un promedio de un gol por cada 48 minutos de juego.
El 27 de diciembre, anotó un gol y asistió en otro a Cesc Fàbregas, contribuyendo en la victoria crucial por 3-1 frente a Chelsea. Luego de un partido válido para la FA Cup frente al Leeds United disputado el 8 de enero de 2011, Walcott simuló una falta en el último minuto del partido para conseguir un penal que no le fue dado. Sin embargo poco después, fue trabado por Ben Parker de manera legítima en el área. El penal fue convertido por Fàbregas, quien aseguró el empate y el partido de replay, que consiguieron ganar. El 21 de febrero, cuando jugaba contra el  Stoke City, Walcott se lesionó y se perdió la final de la Copa de la Liga de Inglaterra 2011 y el partido de vuelta frente a Barcelona por los octavos de final Liga de Campeones. En la última jornada de la temporada, salió de la banca y empató el partido para que finalizara 2–2 contra Fulham. Walcott cerró la temporada con 9 tantos en la Premier League y 13 goles en todas las competiciones, su producción más grande en una temporada hasta ahora.

#### Temporada 2011-12

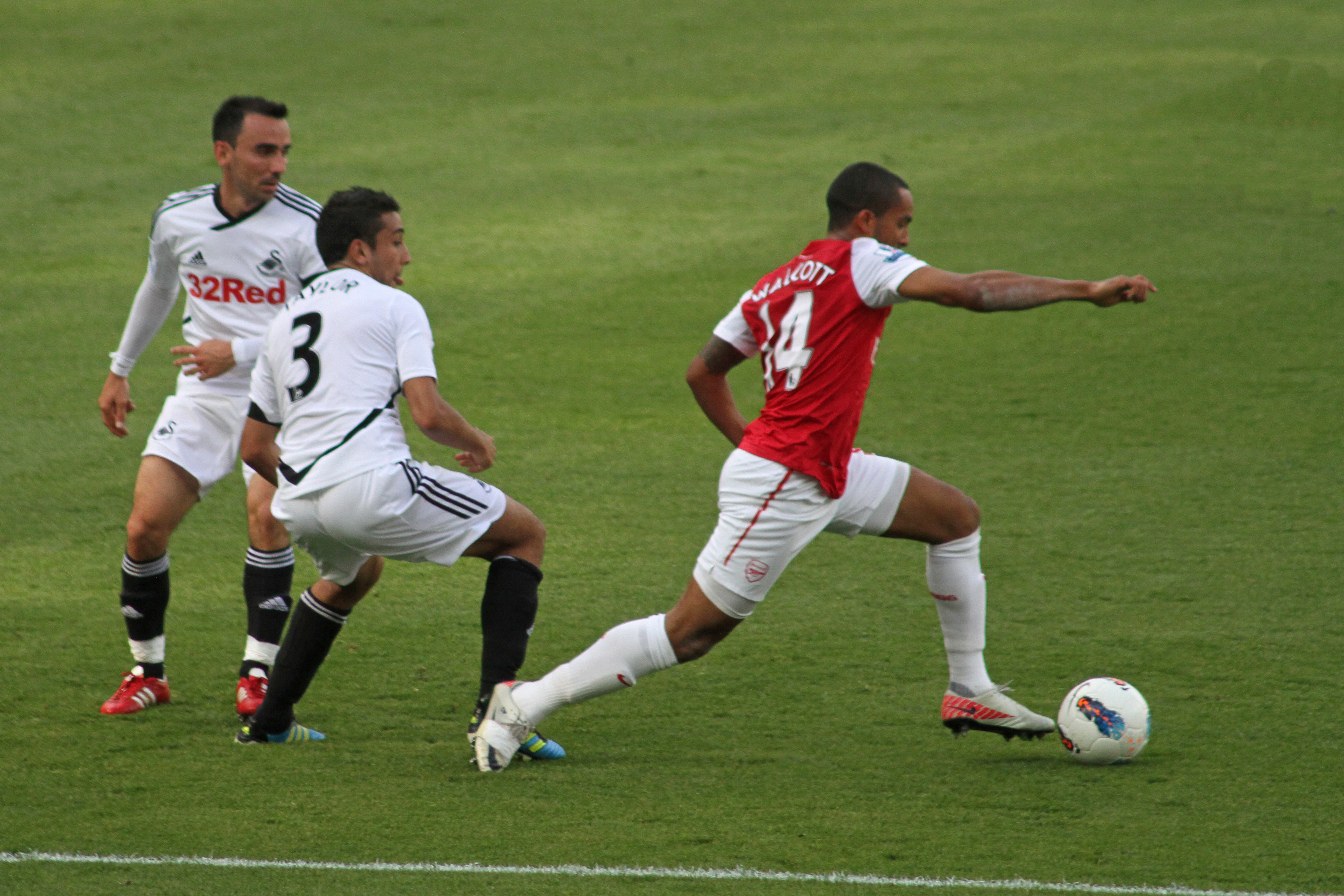
Walcott se aleja de Leon Britton y Neil Taylor durante un partido frente al Swasea City durante la temporada 2011-12.

El 16 de agosto, Walcott anotó su primer gol de la temporada 2011-12 ante Udinese en el partido de ida de la ronda de play-offs de la Liga de Campeones que finalizó 1-0 y de nuevo le convirtió a Udinese en el cotejo de visita. Arsenal clasificó a la fase de grupos tras vencer por 2-1, con un marcador global de 3-1. Fue partícipe de la humillante derrota por 8–2 frente a Manchester United; sin embargo anotó el primer gol del Arsenal en ese encuentro y en la Premier League. Marcó su cuarta anotación el 29 de octubre, en la victoria por 5–3 frente a Chelsea, luego de una gran jugada personal. Este tanto fue votado por los seguidores del Arsenal como el gol del mes.
Su participación en la temporada estuvo marcada por altibajos. En varios partidos demostró bajo rendimiento, mientras que en otros demostró gran capacidad para marcar goles y proveer asistencias. El 21 de abril de 2012, se lesionó frente a Chelsea y se pensó que se perdería el resto de la temporada; sin embargo volvió en la última fecha, en la victoria por 3-2 frente al West Bromwich Albion. A pesar de las críticas, finalizó como segundo goleador del Arsenal en la temporada con once tantos, por detrás de Robin van Persie.

#### Temporada 2012-13
El 15 de septiembre de 2012, Walcott entró como sustituto de Gervinho y anotó su primer gol de la temporada en la victoria por 6-1 sobre su ex club Southampton. El 26 de septiembre, marcó dos goles en la victoria por 6-1 contra el Coventry City en la Copa de la Liga . El 7 de octubre de 2012 Walcott, una vez más encontró el fondo de la red en la victoria por 3-1 como visitante contra West Ham United para tomar su número de goles ya un máximo de cuatro. El 30 de octubre de 2012, Walcott anotó el primer gol del Arsenal en el primer tiempo medio paro y su cuarto gol en el segundo tiempo de paro de medio en un empate League Cup en la lectura para ayudar al club completar una remontada 4-0 hasta 4-4. Arsenal ganó 7-5 en tiempo extra, en el que Walcott completó su triplete y respaldó su argumento de que se debe jugar como delantero. El ex Gunner Niall Quinn elogió el desempeño de Walcott tan increíble, en lo que describió como " el juego más extraordinario que he visto ". 
El 6 de noviembre, Walcott abrió el marcador en el empate 2-2 al Schalke 04 en la Liga de Campeones. El 17 de noviembre, Walcott anotó el quinto gol en una repetición de la victoria de la temporada pasada por 5-2 sobre el Tottenham. En 29 de diciembre de Walcott se desplegó como único delantero y anotó su primera Premier League triplete de la temporada y proporcionó dos asistencias en una contundente victoria por 7-3 sobre el Newcastle United. 
El 18 de enero de 2013, Walcott puso fin a las especulaciones sobre su futuro, cuando firmó un nuevo contrato de tres años y medio de duración con el Arsenal. Dos días después Walcott anotó el único gol del Arsenal en la derrota por 2-1 ante el Chelsea. Esto dio inicio a una racha de cuatro partidos consecutivos en el que marcó, con Walcott también anotar en la victoria por 5-1 contra el West Ham el 23 de enero, una victoria por 3-2 ante el Brighton en la FA Cup y un empate 2-2 en casa ante el Liverpool. Él anotó el primer gol después de tan solo 2 minutos en el empate 1-1 contra el Manchester United. Luego anotó su 20.º gol de la temporada contra el QPR después de solamente 20 segundos. El partido terminó 1-0, y el gol de Walcott se convirtió en el gol más rápido de la Premier League de la temporada. Walcott anotó otro gol en la victoria 4-1 sobre el Wigan Athletic lo que resultó en el descenso del Wigan. Walcott terminó la temporada con 12 goles y 12 asistencias de 24 partidos de la Premier League.

#### Temporada 2013-14

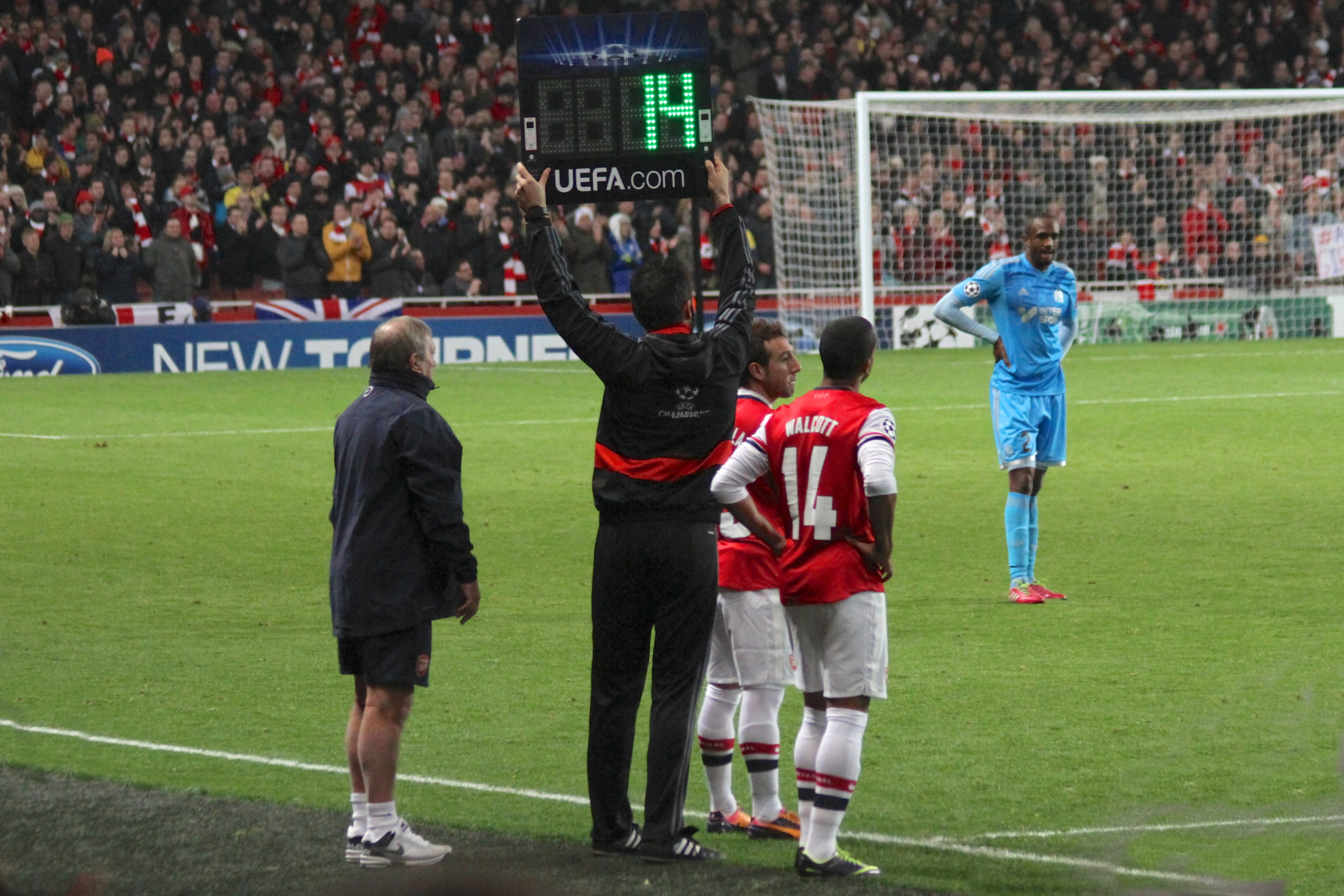
Theo Walcott junto a Santi Cazorla.

Walcott inició la campaña 2013-14 en buena forma, anotando contra el Marsella y el establecimiento de goles cruciales como el gol de la victoria de Giroud en el primer derbi del norte de Londres de la temporada. Su racha llegó a su detener después de haber sufrido una lesión abdominal a finales de agosto. Walcott se vio obligado a pasar por el quirófano y por lo tanto se perdió dos meses de la temporada antes de regresar a la acción en contra de su antiguo club Southampton a finales de noviembre. Luego apareció como suplente en los próximos cuatro partidos del Arsenal, dando dos asistencias a lo largo del camino. Walcott inició su primer partido desde que regresó de una lesión contra el Manchester City el 14 de diciembre, a pesar de anotar dos veces no pudo impedir que el Arsenal cayera 6-3. Después de esto, se encendió al anotar dos goles en un partido contra el West Ham en el 26 de diciembre, entre ellos su primer encabezado entonces. El sábado 4 de enero por la FA Cup en un partido contra el archirrival Tottenham jugado en el Emirates que terminó con victoria del Arsenal por 2-0 con goles de Santi Cazorla y Tomáš Rosický en un golpe que recibe Walcott le provoca una rotura del ligamento cruzado que lo deja 6 meses fuera de las canchas provocando que no solo se pierda lo que queda de la temporada sino que se pierde la Copa Mundial de Fútbol de 2014 siendo la primera baja importante.

#### Temporada 2014-15
El 1 de noviembre de 2014, salió del banquillo en el minuto 81 durante una victoria en casa de 3-0 de la Premier League contra el Burnley por su primera aparición de Gunners en diez meses. Hizo su primer inicio de temporada contra Hull City en la tercera ronda de la FA Cup el 4 de enero de 2015, exactamente un año después de sufrir su lesión en la misma etapa de la competición. El 25 de enero, Walcott anotó su primer gol de la campaña 2014-15 en el segundo minuto de la victoria de Arsenal por 3-2 FA Cup en Brighton & Hove Albion.
En febrero de 2015, Walcott anotó en victorias consecutivas de la liga casera. El 1 de febrero de 2015, Walcott anotó en una victoria por 5-0 ante el Aston Villa, antes de anotar lo que resultó ser el ganador en una victoria por 2-1 contra Leicester City nueve días después.
El 17 de mayo de 2015, el tiro desviado de Walcott, que fue registrado como un gol propio de Tyler Blackett, rescató un punto en un empate 1-1 en el Manchester United. Una semana más tarde, en el partido final del Arsenal de la temporada de la Premier League, Walcott anotó un triplete en 34 minutos contra West Bromwich Albion en el Emirates Stadium.
El 30 de mayo, Walcott fue seleccionado para comenzar en el centro de la delantera para el Arsenal en la final de la Copa FA de 2015, anotando el gol de apertura en la victoria por 4-0 del equipo contra el Aston Villa.

#### Temporada 2015-16
Antes de la nueva temporada, se anunció que había extendido su contrato con el Arsenal tras prolongadas negociaciones. Anotaría doblete en pretemporada en victorias contra Everton y Wolfsburg, ya que el Arsenal ganó el trofeo Premier League Asia y la Copa Emiratos. Comenzó la temporada 2015-16, comenzando en el centro de la delantera y ayudando a Alex Oxlade-Chamberlain en el gol de la victoria en la derrota por 1-0 de Chelsea por la Comunidad FA de 2015 el 2 de agosto de 2015.
El 12 de septiembre, Walcott anotó su primer gol de la temporada en una victoria en casa de 2-0 contra el Stoke City en la Premier League de 2015-16.
Marcó tres veces más en septiembre, incluyendo el primero en una victoria de la liga 5-2 ante el Leicester City y en las derrotas consecutivas de la UEFA Champions League ante el Dinamo Zagreb y el Olympiakos, registró otras dos asistencias en una victoria por 3-0 ante el Manchester United el 4 de octubre. El 21 de diciembre, Walcott abrió el marcador en una derrota por 2-1 en casa contra el Manchester City, con su quinto gol de la temporada.
El 8 de marzo, Walcott anotó un apoyo en una victoria por 4-0 sobre Hull City en una reelección de FA Cup.

#### Temporada 2016-17
Walcott comenzó el partido de apertura del Arsenal contra el Liverpool, en el que perdió una penalti después de ser cometido por Alberto Moreno, sin embargo, se recuperó por su falta anterior al marcar el primer gol del partido del Arsenal, sin embargo Arsenal todavía perdió el juego 3-4. Walcott anotó su segundo gol de la temporada y su 100.º gol en la carrera después de unirse con Alex Iwobi para marcar la pelota sobre el portero del Hull City, Eldin Jakupović, para anotar el segundo gol del Arsenal en una victoria por 4-1. Luego anotó ambos goles en la victoria por 2-0 sobre Basilea el 30 de septiembre por la Liga de Campeones de la UEFA.
El 28 de enero marca su primer hat-trick de la temporada en la goleada como visitantes 5 a 0 sobre el Southampton FC por la FA Cup.

#### Temporada 2017-18
El 20 de septiembre marca su primer gol de la temporada dándole la victoria por la mínima a su club sobre Doncaster Rovers por la Copa de la Liga de Inglaterra, ocho días después marca su primer doblete de la temporada en la victoria 4 por 2 como visitantes en casa del FC BATE Borisov por la fase de grupos de la UEFA Europa League, en el partido de vuelta de la fase de grupos el 7 de diciembre marca su último gol con el club en la goleada 6 por 0, donde se despide del club con 110 goles en 402 partidos jugados en once temporadas y media.

### Everton F. C.
El 17 de enero de 2018 fue confirmado como nuevo jugador del Everton Football Club, quien lo compró por cerca de 25 millones de euros. Debutó el 20 de enero en el empate a un gol frente al West Browich Albion, en su segundo partido como titular, el 31 de enero, marcó los dos goles en la victoria 2 a 1 sobre el Leicester City, donde salió como la figura del partido.[cita requerida]

## Selección nacional
Participó en la nómina de Inglaterra para la Copa Mundial de Fútbol de 2006, aunque no jugó ningún partido con su selección en el Mundial. En su cuarto partido como internacional con la selección de Inglaterra, anotó 3 goles que sellaron la victoria sobre Croacia por la eliminatorias a la Copa Mundial de Fútbol de 2010, el partido fue el 10 de septiembre de 2008. 

### Participaciones en Copas del Mundo
| Mundial                        | Sede     | Resultado        |
| ------------------------------ | -------- | ---------------- |
| Copa Mundial de Fútbol de 2006 | Alemania | Cuartos de final |

### Participaciones en Eurocopas
| Eurocopa                | Sede              | Resultado        |
| ----------------------- | ----------------- | ---------------- |
| Eurocopa Sub-21 de 2009 | Suecia            | Subcampeón       |
| Eurocopa 2012           | Polonia y Ucrania | Cuartos de final |

## Estadísticas

### Clubes
Estadísticas actualizadas al final de su carrera deportiva.
| Club                         | Div.          | Temporada     | Liga  | Liga  | Copas nacionales | Copas nacionales | Copas internacionales | Copas internacionales | Total | Total |
| Club                         | Div.          | Temporada     | Part. | Goles | Part.            | Goles            | Part.                 | Goles                 | Part. | Goles |
| ---------------------------- | ------------- | ------------- | ----- | ----- | ---------------- | ---------------- | --------------------- | --------------------- | ----- | ----- |
| Southampton F. C. Inglaterra | 2.ª           | 2005-06       | 21    | 4     | 2                | 1                | —                     | —                     | 23    | 5     |
| Arsenal F. C. Inglaterra     | 1.ª           | 2006-07       | 16    | 0     | 10               | 1                | 6                     | 0                     | 32    | 1     |
| Arsenal F. C. Inglaterra     | 1.ª           | 2007-08       | 25    | 4     | 5                | 1                | 9                     | 2                     | 39    | 7     |
| Arsenal F. C. Inglaterra     | 1.ª           | 2008-09       | 22    | 2     | 3                | 1                | 10                    | 3                     | 35    | 6     |
| Arsenal F. C. Inglaterra     | 1.ª           | 2009-10       | 23    | 3     | 1                | 0                | 6                     | 1                     | 30    | 4     |
| Arsenal F. C. Inglaterra     | 1.ª           | 2010-11       | 28    | 9     | 5                | 2                | 5                     | 2                     | 38    | 13    |
| Arsenal F. C. Inglaterra     | 1.ª           | 2011-12       | 35    | 8     | 3                | 1                | 8                     | 2                     | 46    | 11    |
| Arsenal F. C. Inglaterra     | 1.ª           | 2012-13       | 32    | 14    | 6                | 6                | 5                     | 1                     | 43    | 21    |
| Arsenal F. C. Inglaterra     | 1.ª           | 2013-14       | 13    | 5     | 1                | 0                | 4                     | 1                     | 18    | 6     |
| Arsenal F. C. Inglaterra     | 1.ª           | 2014-15       | 14    | 5     | 5                | 2                | 2                     | 0                     | 21    | 7     |
| Arsenal F. C. Inglaterra     | 1.ª           | 2015-16       | 28    | 5     | 8                | 2                | 6                     | 2                     | 42    | 9     |
| Arsenal F. C. Inglaterra     | 1.ª           | 2016-17       | 28    | 10    | 3                | 5                | 6                     | 4                     | 37    | 19    |
| Arsenal F. C. Inglaterra     | 1.ª           | 2017-18       | 6     | 0     | 5                | 1                | 5                     | 3                     | 16    | 4     |
| Arsenal F. C. Inglaterra     | Total club    | Total club    | 270   | 65    | 55               | 22               | 72                    | 21                    | 397   | 108   |
| Everton F. C. Inglaterra     | 1.ª           | 2017-18       | 14    | 3     | 0                | 0                | —                     | —                     | 14    | 3     |
| Everton F. C. Inglaterra     | 1.ª           | 2018-19       | 37    | 5     | 3                | 1                | —                     | —                     | 40    | 6     |
| Everton F. C. Inglaterra     | 1.ª           | 2019-20       | 25    | 2     | 4                | 0                | —                     | —                     | 29    | 2     |
| Everton F. C. Inglaterra     | 1.ª           | 2020-21       | 1     | 0     | 1                | 0                | —                     | —                     | 2     | 0     |
| Everton F. C. Inglaterra     | Total club    | Total club    | 77    | 10    | 8                | 1                | 0                     | 0                     | 85    | 11    |
| Southampton F. C. Inglaterra | 1.ª           | 2020-21       | 21    | 3     | 2                | 0                | —                     | —                     | 23    | 3     |
| Southampton F. C. Inglaterra | 1.ª           | 2021-22       | 9     | 0     | 3                | 0                | —                     | —                     | 12    | 0     |
| Southampton F. C. Inglaterra | 1.ª           | 2022-23       | 20    | 2     | 4                | 0                | —                     | —                     | 24    | 2     |
| Southampton F. C. Inglaterra | Total club    | Total club    | 71    | 9     | 11               | 1                | 0                     | 0                     | 82    | 10    |
| Total carrera                | Total carrera | Total carrera | 418   | 84    | 74               | 24               | 72                    | 21                    | 564   | 129   |

### Hat-tricks
Partidos en los que anotó tres o más goles:
| 1 | 10 de septiembre de 2008 | Estación Central de Zagreb, Zagreb | Croacia - Inglaterra       |  | 1 - 4 | Eliminatoria Mundial 2010             |
| 2 | 21 de agosto de 2010     | Emirates Stadium, Londres          | Arsenal - Blackpool FC     |  | 6 - 0 | Premier League 2010-11                |
| 3 | 30 de octubre de 2012    | Madejski Stadium, Reading          | Reading FC - Arsenal       |  | 5 - 7 | Copa de la Liga de Inglaterra 2012-13 |
| 4 | 29 de diciembre de 2012  | Emirates Stadium, Londres          | Arsenal - Newcastle United |  | 7 - 3 | Premier League 2012-13                |
| 5 | 24 de mayo de 2015       | Emirates Stadium, Londres          | Arsenal - West Bromwich    |  | 4 - 1 | Premier League 2014-15                |
| 6 | 28 de enero de 2017      | St Mary's Stadium, Southampton     | Southampton FC - Arsenal   |  | 0 - 5 | FA Cup 2016-17                        |

## Palmarés

### Títulos nacionales
| Título           | Club          | País       | Año  |
| ---------------- | ------------- | ---------- | ---- |
| FA Cup           | Arsenal F. C. | Inglaterra | 2014 |
| Community Shield | Arsenal F. C. | Inglaterra | 2014 |
| FA Cup           | Arsenal F. C. | Inglaterra | 2015 |
| Community Shield | Arsenal F. C. | Inglaterra | 2015 |
| FA Cup           | Arsenal F. C. | Inglaterra | 2017 |

### Distinciones individuales
| Distinción                                      | Año  |
| ----------------------------------------------- | ---- |
| Máximo goleador de la Capital One Cup (5 goles) | 2013 |